# Iglesia prelaticia de Santa María de la Paz
La iglesia de Santa María de la Paz es la iglesia prelaticia del Opus Dei, institución de la Iglesia católica a la que Juan Pablo II dio la forma de prelatura personal en 1982. Se encuentra en Roma (Viale Bruno Buozzi, 75). En el altar principal de la iglesia se conservan los restos mortales de san Josemaría Escrivá de Balaguer, fundador del Opus Dei, mientras en la cripta están enterrados tanto sus sucesores al frente del Opus Dei, el beato Álvaro del Portillo y Mons. Javier Echevarría, como Dora del Hoyo y Carmen Escrivá.

## Historia
La iglesia, inicialmente concebido como un oratorio, fue construida durante la década de 1950. San Josemaría celebró allí la primera misa el 31 de diciembre de 1959.
En el atrio de la iglesia se encuentra la antigua pila bautismal de la catedral de Barbastro, donde recibieron el bautismo san Josemaría Escrivá, su madre y sus hermanas, ya que los restos de la pila bautismal, destruida en la guerra de 1936, fueron cedidos por el ayuntamiento de la ciudad.

## Arte y arquitectura
A la entrada de la iglesia se encuentra una imagen de la Virgen, Madre del Amor Hermoso, obra del escultor italiano Pasquale Sciancalepore.

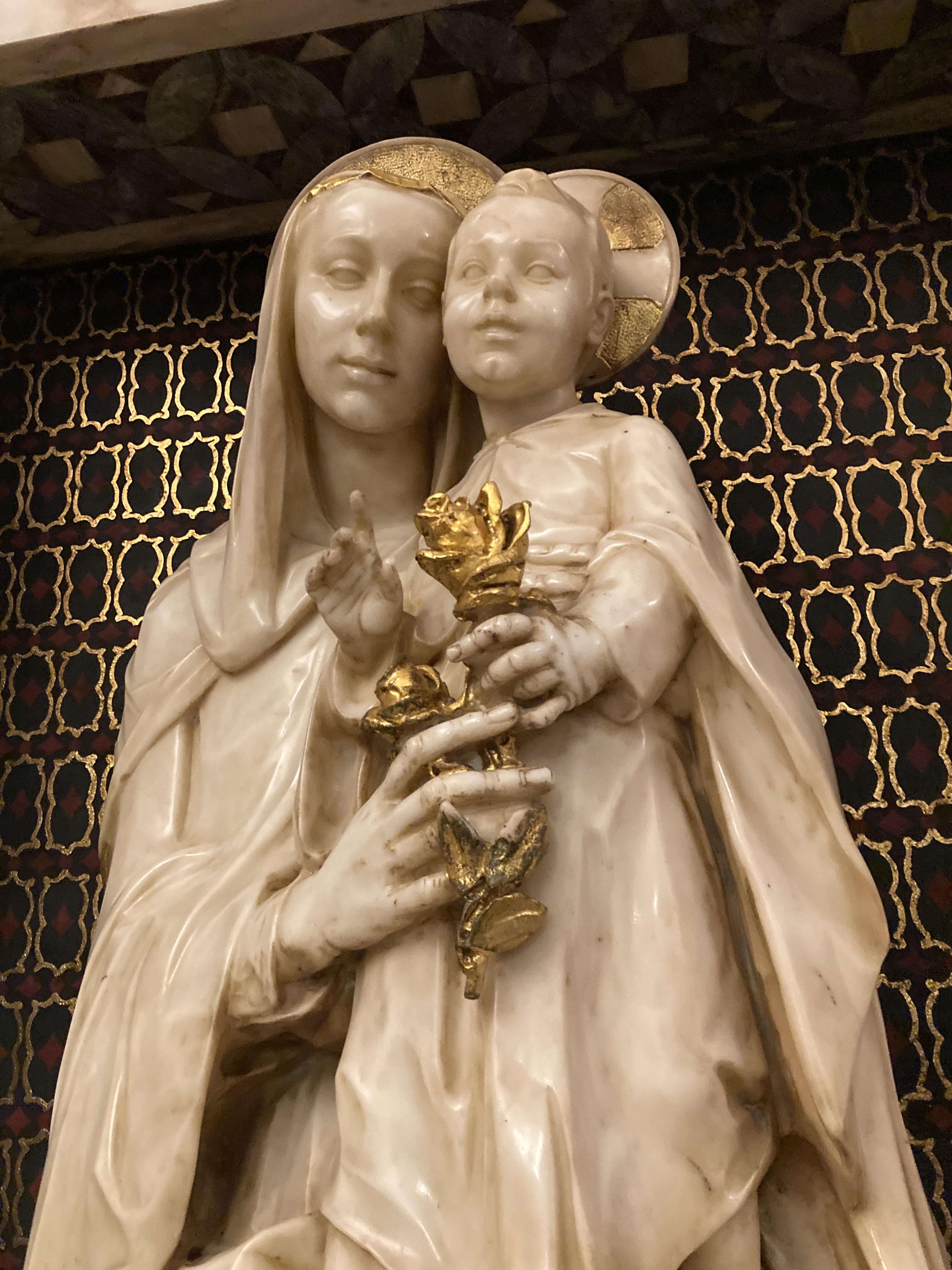
Escultura de Mater Pulchrae Dilectionis

En su decoraciòn artística, la iglesia imita las antiguas iglesias cristianas de Roma: con la nave en forma rectangular y las medias columnas laterales además del uso de los mosaicos y el estilo paleo-cristiano de la cripta que recuerda las antiguas catacumbas de Roma.
Preside la iglesia un cuadro de la Virgen, en su advocación de Santa María de la Paz, de donde toma su nombre el templo. La pintura al óleo es obra del artista español Manolo Caballero.
Entre la iglesia y la cripta, se encuentra una pequeña capilla, dedicada a la Dormición de la Virgen (Asunción).

## Personas sepultadas en la iglesia
San Josemaría Escrivá dispuso que en la cripta de la iglesia se pudieran enterrar algunas personas, en representación de todos los miembros de Opus Dei dispersos por el mundo. 
La primera persona que fue sepultada allí fue Carmen Escrivá (1901-1957), su hermana mayor, que, si bien que no perteneció a la institución fundada por su hermano, contribuyó con su trabajo y dedicación a crear un ambiente de familia en los centros del Opus Dei.
Cuando falleció Josemaría Escrivá de Balaguer, en 1975, su cuerpo fue enterrado en la cripta de la iglesia, pero después de su beatificación, el 17 de mayo de 1992, se trasladaron sus restos a la iglesia y actualmente están en una urna debajo del altar principal. En 1994, en el espacio de la cripta donde estuvo colocado el cuerpo de san Josemaría, fue enterrado el Beato Álvaro del Portillo, su primer sucesor al frente del Opus Dei, 
En 2004 fue sepultada en la cripta Dora del Hoyo, primera numeraria auxiliar en el Opus Dei. 
En diciembre de 2016, después de su fallecimiento el día de la fiesta de la Virgen de Guadalupe, fue sepultado en la cripta, en una tumba próxima a la del beato Álvaro, el obispo Javier Echevarría Rodríguez, segundo prelado del Opus Dei. 
Son muchas las personas que visitan este lugar de oración, para rezar ante los restos de san Josemaría.